# Aire urbaine de Chartres
 (13 janvier 2019).
L'aire urbaine de Chartres est une aire urbaine française centrée sur l'unité urbaine de Chartres. Composée de 92 communes, elle comptait 145 735 habitants en 2012.

## Caractéristiques en 1999
D'après la définition qu'en donne l'INSEE, l'aire urbaine de Chartres est composée de 73 communes, situées en Eure-et-Loir. Ses 130 681 habitants font d'elle la 55e aire urbaine de France.
9 communes de l'aire urbaine sont des pôles urbains.
Le tableau suivant détaille la répartition de l'aire urbaine sur le département (les pourcentages s'entendent en proportion du département) :
| Département  | Communes | Communes (%) | Superficie (km²) | Superficie (%) | Population (1999) | Population (%) |
| ------------ | -------- | ------------ | ---------------- | -------------- | ----------------- | -------------- |
| Eure-et-Loir | 73       | 18,1         | 935,34           | 15,9           | 130 681           | 32,1           |